# Campeonato Italiano de Futebol - Série A (1991–92)
O Campeonato Italiano de Futebol de 1991–92, denominada oficialmente de Serie A 1991-1992, foi a 90.ª edição da principal divisão do futebol italiano e a 60.ª edição da Serie A. O campeão foi o Milan que conquistou seu 12.º título na história do Campeonato Italiano. O artilheiro foi Marco Van Basten, do Milan, com 25 gols.
O campeonato da temporada 91–92 foi destaque de média de público, com 33.655 torcedores por jogo, sendo também o Milan lider em presença nos estádios, com uma média de 73.714 pessoas por partida no Estádio San Siro (capacidade de aproximadamente 80.000 lugares).

## Classificação
| Pos. | Equipes        | Pts | J  | V  | E  | D  | GP | GC | SG  | Classificação ou rebaixamento                         |
| ---- | -------------- | --- | -- | -- | -- | -- | -- | -- | --- | ----------------------------------------------------- |
| 1    | Milan          | 56  | 34 | 22 | 12 | 0  | 74 | 21 | 53  | Primeira fase da Liga dos Campeões da UEFA de 1992–93 |
| 2    | Juventus       | 48  | 34 | 18 | 12 | 4  | 45 | 22 | 23  | Primeira fase da Copa da UEFA de 1992–93              |
| 3    | Torino         | 43  | 34 | 14 | 15 | 5  | 42 | 20 | 22  | Primeira fase da Copa da UEFA de 1992–93              |
| 4    | Napoli         | 42  | 34 | 15 | 12 | 7  | 56 | 40 | 16  | Primeira fase da Copa da UEFA de 1992–93              |
| 5    | Roma           | 40  | 34 | 13 | 14 | 7  | 37 | 31 | 6   | Primeira fase da Copa da UEFA de 1992–93              |
| 6    | Sampdoria      | 38  | 34 | 11 | 16 | 7  | 38 | 31 | 7   |                                                       |
| 7    | Parma[a]       | 38  | 34 | 11 | 16 | 7  | 32 | 28 | 4   | Taça dos Clubes Vencedores de Taças de 1992–93        |
| 8    | Internazionale | 37  | 34 | 10 | 17 | 7  | 28 | 28 | 0   |                                                       |
| 9    | Foggia         | 35  | 34 | 12 | 11 | 11 | 58 | 58 | 0   |                                                       |
| 10   | Lazio          | 34  | 34 | 11 | 12 | 11 | 43 | 40 | 3   |                                                       |
| 11   | Atalanta       | 34  | 34 | 10 | 14 | 10 | 31 | 33 | −2  |                                                       |
| 12   | Fiorentina     | 32  | 34 | 10 | 12 | 12 | 44 | 41 | 3   |                                                       |
| 13   | Cagliari       | 29  | 34 | 7  | 15 | 12 | 30 | 34 | −4  |                                                       |
| 14   | Genoa          | 29  | 34 | 9  | 11 | 14 | 35 | 47 | −12 |                                                       |
| 15   | Bari           | 22  | 34 | 6  | 10 | 18 | 26 | 47 | −21 | Zona de rebaixamento à Serie B de 1992–93             |
| 16   | Hellas Verona  | 21  | 34 | 7  | 7  | 20 | 24 | 57 | −33 | Zona de rebaixamento à Serie B de 1992–93             |
| 17   | Cremonese      | 20  | 34 | 5  | 10 | 19 | 27 | 49 | −22 | Zona de rebaixamento à Serie B de 1992–93             |
| 18   | Ascoli         | 14  | 34 | 4  | 6  | 24 | 25 | 68 | −43 | Zona de rebaixamento à Serie B de 1992–93             |

- a. ^ O Parma venceu a Coppa Italia de 1991–92.

## Premiação
| Serie A de 1991–92          |
| Lombardia                   |
| --------------------------- |
| MILAN Campeão (12.º título) |

## Artilheiros
| Pos. | Jogador           | Equipe     | Gols |
| ---- | ----------------- | ---------- | ---- |
| 1    | Marco van Basten  | Milan      | 25   |
| 2    | Roberto Baggio    | Juventus   | 18   |
| 3    | Francesco Baiano  | Foggia     | 16   |
| 4    | Careca            | Napoli     | 15   |
| 5    | Gabriel Batistuta | Fiorentina | 13   |
| 5    | Karl-Heinz Riedle | Lazio      | 13   |
| 5    | Rubén Sosa        | Lazio      | 13   |
| 8    | Gianfranco Zola   | Napoli     | 12   |
| 9    | David Platt       | Bari       | 11   |
| 9    | Giuseppe Signori  | Foggia     | 11   |
| 9    | Tomáš Skuhravý    | Genoa      | 11   |
| 9    | Gianluca Vialli   | Sampdoria  | 11   |